# Тельпино
Тельпино — деревня в Тотемском районе Вологодской области. В рамках организации местного самоуправления входит в Тотемский муниципальный округ, с точки зрения административно-территориального деления — в Вожбальский сельсовет

## География
Расстояние по автодороге до районного центра Тотьмы — 50 км, до центра муниципального образования деревни Кудринская — 5 км.

## История
Входил в состав Вожбальского сельского поселения до его упразднения согласно Закону Вологодской области от 1 июня 2015 года № 3670-ОЗ.

## Население
| 2010 |
| ---- |
| 11   |

По переписи 2002 года население — 11 человек.